# Hans Kary
Hans Kary (* 23. Februar 1949 in Spittal an der Drau, Kärnten) ist ein ehemaliger österreichischer Tennisspieler.

## Leben
Kary wuchs mit zwei älteren Brüdern, der Vater war Eisenbahner, in einfachsten Verhältnissen auf. Auf dem Tennisplatz neben seinem Haus lernte er als Kind das Tennisspiel. In seiner Karriere gewann er 1979 in Lagos sein einziges Grand-Prix-Turnier im Einzel. Im Doppel gelangen ihm drei Turniersiege. In den Jahren 1969 bis 1983 spielte Kary für Österreich insgesamt 58 Davis-Cup-Partien, sowohl Einzel als auch Doppel, mit einer Bilanz von 33 Siegen und 25 Niederlagen. In dieser Zeit prägte er gemeinsam mit Peter Feigl das österreichische Tennis.

## Erfolge
| Legende                       |
| Grand Slam                    |
| Tennis Masters Cup            |
| ATP Masters Series            |
| ATP International Series Gold |
| ATP International Series (4)  |
| ATP Challenger Tour (2)       |

### Einzel

#### Turniersiege
| Nr. | Datum            | Turnier | Belag     | Finalgegner | Ergebnis      |
| --- | ---------------- | ------- | --------- | ----------- | ------------- |
| 1.  | 26. Februar 1979 | Lagos   | Hartplatz | Peter Feigl | 6:4, 3:6, 6:2 |

#### Finalteilnahmen
| Nr. | Datum         | Turnier   | Belag | Finalgegner | Ergebnis                  |
| --- | ------------- | --------- | ----- | ----------- | ------------------------- |
| 1.  | 24. Juli 1972 | Hilversum | Sand  | John Cooper | 1:6, 6:3, 10:12, 6:3, 2:6 |

### Doppel

#### Turniersiege

##### ATP Tour
| Nr. | Jahr            | Turnier      | Belag       | Doppelpartner    | Finalgegner                      | Ergebnis        |
| --- | --------------- | ------------ | ----------- | ---------------- | -------------------------------- | --------------- |
| 1.  | 2. Februar 1975 | Richmond     | Teppich (i) | Fred McNair      | Paolo Bertolucci Adriano Panatta | 7:66, 5:7, 7:66 |
| 2.  | 14. März 1977   | Helsinki     | Teppich (i) | Jiří Hřebec      | David Lloyd John Lloyd           | 5:7, 7:6, 6:4   |
| 3.  | 1. Februar 1982 | Buenos Aires | Sand        | Zoltán Kuhárszky | Ángel Giménez Manuel Orantes     | 7:5, 6:2        |

##### Challenger Tour
| Nr. | Jahr              | Turnier      | Belag     | Doppelpartner    | Finalgegner                    | Ergebnis      |
| --- | ----------------- | ------------ | --------- | ---------------- | ------------------------------ | ------------- |
| 1.  | 2. August 1982    | Knokke-Heist | Sand      | Zoltán Kuhárszky | Jan Gunnarsson Jeff Simpson    | 5:7, 6:2, 6:4 |
| 2.  | 22. November 1982 | Benin City   | Hartplatz | Gianni Ocleppo   | Colin Dowdeswell Haroon Ismail | kampflos      |

#### Finalteilnahmen
| Nr. | Jahr         | Turnier    | Belag | Doppelpartner        | Finalgegner                 | Ergebnis |
| --- | ------------ | ---------- | ----- | -------------------- | --------------------------- | -------- |
| 1.  | 26. Mai 1975 | Düsseldorf | Sand  | Harald Elschenbroich | François Jauffret Jan Kodeš | 2:6, 3:6 |